# Буйкве
Буйкве — город в районе Буйкве, Уганда.

## Местоположение
Буйкве находится на юго-востоке Центрального региона, примерно в 55 километрах по дороге к востоку от Кампалы, столицы и крупнейшего города Уганды . Город также находится примерно в 12 км по дороге к юго-востоку от Лугажи, ближайшего большого города.

## Население
27 августа 2014 года национальная перепись населения показала, что население Буйкве составляет 16 633 человека.

## Достопримечательности
- Офисы администрации района Буйкве
- офисы городского совета Буйкве
- Центральный рынок Буйкве
- Больница Св. Чарльза Лванга Буйкве — общественная больница, основанная миссионерами из Чешской Республики[5]
- Церковь Полного Евангелия Буйкве — место поклонения, связанное с движением пятидесятников